# Gianpiero D'Alia
Gianpiero D'Alia (Messina, 22 settembre 1966) è un politico italiano, è stato Ministro per la pubblica amministrazione e la semplificazione dal 28 aprile 2013 al 22 febbraio 2014 nel governo Letta e sottosegretario di Stato al Ministero dell'Interno nel terzo governo Berlusconi.

## Biografia
Nato il 22 settembre 1966 a Messina, figlio di Salvatore D'Alia (1930-2013), deputato alla Camera della Democrazia Cristiana e poi del Centro Cristiano Democratico tra il 1987 e il 2001, e di Anna Dell'Acqua, Gianpiero D'Alia, inizia l'impegno politico come amministratore comunale di Messina, dapprima come consigliere comunale e poi come assessore e vicesindaco.

### Deputato alla Camera
Alle elezioni politiche del 2001 viene candidato alla Camera dei deputati, al posto del padre, nel collegio maggioritario Messina - Mata e Grifone sostenuto dalla coalizione di centro-destra Casa delle Libertà in quota CCD-CDU, dov'è eletto per la prima volta deputato con il 61,5% dei voti, battendo il candidato dell'Ulivo Nicola Bozzo (26,92%), quello di Democrazia Europea Ignazio Maria Barberi (7,89%) e quello della Lista Di Pietro Giuseppe Currò (3,69%). Durante la XIV legislatura è stato segretario del Comitato per la legislazione e della Giunta per le elezioni e componente delle commissioni Affari costituzionali, Antimafia; Esami di disegni di legge di conversione di decreti-legge, del Comitato per la legislazione e del Consiglio di Giurisdizione.
A seguito del rimpasto di governo ad aprile 2005, dopo il tracollo del centrodestra alle elezioni regionali del 2005, con il nuovo governo Berlusconi III, D'Alia è stato nominato sottosegretario di Stato al Ministero dell'Interno, espresso dall'UdC (2005-2006).
Riconfermato alla Camera nelle elezioni del 2006, in virtù di una candidatura nella lista dell'UDC per la circoscrizione Sicilia 2, nella legislatura successiva è stato componente delle Commissioni Affari costituzionali e Personale e del Comitato parlamentare per i servizi di informazione e sicurezza e per il segreto di Stato.

### Capogruppo dell'UdC al Senato

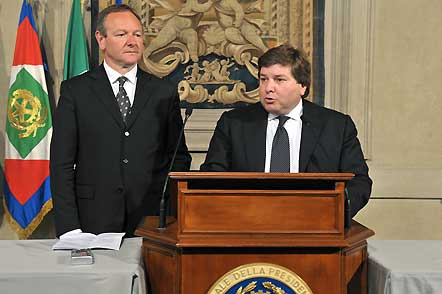
Gianpiero D'Alia in occasione delle consultazioni del Quirinale nel 2008

Alle elezioni politiche del 2008 viene eletto al Senato della Repubblica, nella lista dell'UDC, diventando poi presidente del gruppo parlamentare al Senato "UdC, SVP e Autonomie": a questo gruppo hanno aderito anche i senatori a vita Giulio Andreotti, Emilio Colombo e Francesco Cossiga.
Nel corso della XVI legislatura è stato membro della Giunta per il Regolamento, della Giunta delle elezioni e delle immunità parlamentari, della 2ª Commissione Giustizia, del Comitato parlamentare per i procedimenti di accusa, della Commissione parlamentare antimafia e della Commissione parlamentare per l'indirizzo generale e la vigilanza dei servizi radiotelevisivi (2008-09).
Secondo il sito OpenParlamento, che supervisiona le attività di deputati e senatori, nella XVI legislatura, globalmente, Gianpiero D'Alia ha mostrato un indice di produttività molto alto (il terzo tra i senatori), ma un tasso di assenze del 43,54%, molto al di sopra della media (12,53%).
Dal 2010 al 2013 ricopre la carica di segretario regionale dell'UdC in Sicilia, che si riorganizza dopo la fuoriuscita dal partito di Francesco Saverio Romano, e nel 2012 sostiene assieme al Partito Democratico (PD) la candidatura di Rosario Crocetta alla presidenza della Regione Siciliana.

### Ministro per la pubblica amministrazione
Alle elezioni politiche del 24-25 febbraio 2013 viene rieletto deputato, tra le liste dell'UdC nella circoscrizione Sicilia 2, diventando vice-capogruppo vicario alla Camera dei deputati del gruppo Scelta Civica per l'Italia, gruppo unitario dei partiti centristi vicini a Mario Monti.
Con la nascita del governo di larghe intese guidato da Enrico Letta, il 28 aprile 2013 giura nelle mani del Presidente della Repubblica Giorgio Napolitano come Ministro per la pubblica amministrazione e la semplificazione, il primo di grande coalizione tra Il Popolo della Libertà, PD, UdC e Scelta Civica, succedendo così al tecnico Filippo Patroni Griffi; abbandona per questo l'incarico di vice-capogruppo vicario di Scelta Civica. Durante il suo mandato da ministro a Palazzo Vidoni si occupa del drastico taglio delle auto blu nella pubblica amministrazione, del varo del pacchetto di semplificazioni all'interno del decreto del Fare e dell'elaborazione e approvazione del piano nazionale anti-corruzione. Con il decreto 101/2013 avvia la razionalizzazione della PA e interviene sul precariato nelle pubbliche amministrazioni.

### Presidente dell'UdC
Il 22 marzo 2014 viene eletto per acclamazione presidente dell'Unione di Centro, succedendo a Rocco Buttiglione, al termine del IV Congresso dell'UDC, nel quale era stato in lizza come candidato segretario in alternativa all'uscente Lorenzo Cesa, riconfermato per soli 4 voti.
L'8 gennaio 2015 è stato eletto alla prima votazione presidente della Commissione parlamentare per le questioni regionali.
Dal 16 dicembre 2015 aderisce al nuovo gruppo Area Popolare (NCD-UDC).
Il 2 novembre 2016 Cesa, segretario dell'UdC, sospende D'Alia dal partito e lo deferisce ai probiviri per affermazioni altamente offensive nei confronti del partito stesso; D'Alia si dimette da presidente. L'accusa riguarda una dichiarazione di D'Alia fatta alcuni giorni prima "L'UdC è morta, stiamo parlando del nulla", ma la scelta è stata fatta anche per la divergenza sulla posizione da tenere sul referendum costituzionale del 2016 (D'Alia per il Sì e Cesa per il No).

### Centristi per l'Europa e dopo la politica
L'indomani D'Alia rassegna le dimissioni dal partito, e il 9 novembre promuove la nascita di "Centristi per la Sicilia". Il 16 dicembre 2016, insieme a Pier Ferdinando Casini, fonda "Centristi per l'Italia" (che l'11 gennaio 2017 cambia nome in Centristi per l'Europa), che a differenza dell'UdC resta in Area Popolare a sostegno del governo Gentiloni. Nel febbraio 2017 diviene coordinatore di Centristi per l'Europa, mandato da cui cessa il 31 gennaio 2018.
Annuncia che non si ricandiderà in Parlamento in vista delle elezioni politiche del 4 marzo 2018.
Nel settembre 2018 viene eletto dal Parlamento componente del Consiglio di presidenza della giustizia tributaria.
Ad ottobre 2021 è stato nominato consigliere della Corte dei conti assieme a Vittoria Cerasi dal Consiglio dei ministri, su proposta del Presidente Mario Draghi.

## Proposta di legge su l'apologia di reato a mezzo internet
Il 5 febbraio 2009, durante la seduta n. 143 del Senato della Repubblica, Gianpiero D'Alia ha promosso e ottenuto l'inserimento di un emendamento (Art. 50-bis, poi art. 60) nel disegno di legge 733 (cosiddetto "Decreto Sicurezza") da presentare alla Camera, nel quale si sancisce la "Repressione di attività di apologia o istigazione a delinquere compiuta a mezzo internet".
Secondo D'Alia, in caso di apologia o istigazione a delinquere a mezzo internet,
L'iniziativa ha suscitato aspre critiche dal mondo dei blogger italiani, tra cui Beppe Grillo, oltre che delle aziende legate alla rete, tra cui quelle di Marco Pancini, responsabile per le relazioni istituzionali di Google in Italia.